# Кузнецов Володимир Вікторович (скульптор)
Володимир Вікторович Кузнецо́в (нар. 16 вересня 1969, Київ) — український скульптор; член Національної спілки художників України з 2000 року.

## Біографія
Народився 16 вересня 1969 року в місті Києві (нині Україна). Син дизайнера Віктора Кузнецова та скульпторки Людмили Кулябко-Корецької. 1996 року закінчив Українську академію мистецтв, де навчався, зокрема, у Володимира Чепелика.
Мешкає у Києві в будинку на вулиці Січових Стрільців, № 40.

## Творчість
Працює у галузях монументальної скульптури, пластики малих форм. Використовує бронзу, камінь, дерево, глину, лід, шоколад, пісок. Серед робіт:

«Колесо часу».

- «Джерело» (1989, Історико-культурний заповідник «Буша» у селі Буша Могилів-Подільського району Вінницької області);
- «Переплетіння сердець» (1992);
- «Червоний вітер» (1993);
- «Колесо часу» (1994, село Германівка Обухівського району Київської області);
- «Поверхня Всесвіту» (1994);
- «Форма–96» (1996, Олеський замок, смт Олесько Золочівського району Львівської області);
- «Купальське колесо» (1997);
- «Охтирська відьмочка» (1998);
- «Жива та мертва вода» (1998);
- «Джерело часу» (2000);
- «Смугастий вершник» (2002);
- «Спрага» (2003);
- «Як удома» (2011, Пейзажна алея у Києві);
- «Вухастик» (2012);

барельєфи
- Бориса Грінченка (2012);
- Авеніра Яковкіна (2012).

У 2007 році із шоколаду виготовив погруддя Тараса Шевченка, Івана Франка та Лесі Українки, барельєф Руслани Лижичко, фонтан.
Брав участь у створенні монументів Незалежності України у Києві (2001), «Молитва за Україну» у Батурині (2008).
Учасник всеукраїнських та міжнародних художніх виставок з 1992 року.